# Języki centralnych Wysp Salomona
Języki centralnych Wysp Salomona – rodzina językowa z Wysp Salomona, obejmująca cztery języki papuaskie.
Są odrębne od pozostałych autochtonicznych języków regionu, jako jedyne nie dają się sklasyfikować jako oceaniczne (austronezyjskie). Istnienie tej rodziny językowej zostało stwierdzone w 1908 r. przez językoznawcę Wilhelma Schmidta. Dowody na pokrewieństwo tych języków są mocno ograniczone. Dunn i Terrill (2012) twierdzą, że po wykluczeniu pożyczek o podłożu oceanicznym języki te nie wykazują pokrewieństwa na płaszczyźnie słownikowej.
Stephen Wurm (1972) zaliczył je do zaproponowanej grupy wschodniopapuaskiej.

## Klasyfikacja[4]
Języki papuaskie
Języki centralnych Wysp Salomona
język bilua [blb]
język lavukaleve [lvk]
język savosavo [svs]
język touo [tqu]